# Athena Coustenis
Athena Coustenis (grec: Αθηνά Κουστένη)  (Atenes, 28 de setembre de 1961) és una astrofísica especialitzada en planetologia.
La Dra. Coustenis, grega amb nacionalitat francesa, és directora d'investigació del Centre Nacional de la Recerca Científica (CNRS), al LESIA (Laboratoire d'études spatiales et d'instrumentation en astrophysique), a l'Observatori de París, Meudon.
Està implicada en diversos projectes de missions espacials per a l'Agència Espacial Europea (ESA) i per a la NASA. El seu enfocament se centra en els planetes gegants gasosos Saturn, Júpiter i les seves llunes, i es considera una experta principal en Tità, la lluna de Saturn.

## Joventut i educacio
Nascuda a Atenes (Grècia), el 1961, Athena Coustenis es va traslladar a París (França), on va rebre un màster en astrofísica i tècniques espacials a la Universitat Pierre i Marie Curie (UPMC-París VII) el 1986, i un màster en literatura anglesa a la Universitat de la Sorbonne Nova (USN-París III), l'any 1987. Coustenis va defensar la seva tesi doctoral en astrofísica i tècniques espacials, «L'atmosfera de Tità a partir de les observacions infrarojes de la Voyager», a la Universitat Pierre i Marie Curie l'any 1989, on l'any 1996 va obtenir l'habilitació per a la recerca directa (HDR).

## Carrera professional
Coustenis va treballar com a investigadora sènior a DESPA, després a LESIA del 1991 al 2008. Des del 2008 fins a l'actualitat, Athena Coustenis és directora de recerca del CNRS, a LESIA a l'Observatori de París, a Meudon (França). Participa en diversos comitès d'alt nivell de societats, associacions i institucions científiques.
Coustenis és actualment la presidenta del Panell COSPAR sobre Protecció Planetària, i Presidenta del Comitè d'Avaluació d'Investigació i Exploració Espacial del Centre Nacional d'Estudis Espacials. També està o ha participat en diversos comitès de lideratge de societats, associacions i institucions científiques, com ara la Unió Europea de Geociències (EGU), la Unió Internacional de Geodèsia i Geofísica (IUGG), la Unió Astronòmica Internacional (IAU), l'Acadèmia Internacional d'Astronàutica (IAA), el Congrés Europeu de Ciència Planetària (EPSC), Europlanet, l'Institut Internacional de Ciències Espacials (ISSI) i la Societat Internacional per a l'Estudi de l'Origen de la Vida (ISSOL).
En particular, Coustenis va ser anteriorment presidenta del Comitè Assessor de Ciències d'Exploració i Vol Espacial Humà (HESAC) de l'ESA, la presidenta de l'IUGG Associació Internacional de Meteorologia i Ciències de l'Atmosfèrica (IAMAS: 2011-2015) i del grup de treball d'exploració i Sistema solar de l'ESA (2010-2014). Ha estat presidenta del Comitè Europeu de Ciències Espacials de la Fundació Europea de la Ciència (ESF-ESSC) des del 2014 fins al 2020, com a presidenta de la Divisió EGU de Ciències Planetàries i com a vicepresidenta de la Societat EUROPLANET.

## Investigació
Coustenis utilitza observatoris terrestres i espacials per estudiar els cossos del Sistema Solar amb èmfasi en els satèl·lits dels planetes gegants Saturn i Júpiter i els exoplanetes. Se centra en els aspectes astrobiològics i la recerca de mons habitables al Sistema Solar i més enllà. La seva investigació en planetologia comparada utilitza l'estudi dels canvis climàtics per aprofundir en la comprensió de l'evolució a llarg termini del nostre propi planeta. Va ser co-investigadora de tres dels instruments a bord de la missió Cassini/Huygens: CIRS, HASI, DISR.
En els darrers anys ha liderat els esforços per definir i seleccionar futures missions espacials a dur a terme per l'Agència Espacial Europea i els seus socis internacionals. És co-investigadora científica en futures missions com JUICE al sistema jovià i ARIEL per a estudis espectroscòpics exoplanetaris.

## Selecció de publicacions
- Coustenis, Athena; Encrenaz, Thérèse. Life beyond Earth: The Search for Habitable Worlds in the Universe (en anglès).  Cambridge University Press, setembre 2013. DOI 10.1017/CBO9781139206921. ISBN 978-1-139-20692-1.
- Coustenis, Athena; Taylor, Fred W. Titan (en anglès). 1.  Singapur: World Scientific Publishing, 1999 (Series on Atmospheric, Oceanic and Planetary Physics). DOI 10.1142/4142. ISBN 978-9-810-23921-3.
- Coustenis, Athena; Taylor, Fredric W. Titan (en anglès). 4.  Singapur: World Scientific Publishing, 2008 (Series on Atmospheric, Oceanic and Planetary Physics). DOI 10.1142/6360. ISBN 978-9-812-70501-3.

Coustenis ha publicat o és coautor de més de 300 articles científics, articles i capítols d'enciclopèdies.

## Membresia, honors i premis
- Ordre de mèrit francès : Legió d'Honor (Chevalier de la Légion d'honneur).[10]
- Medalla Jean Dominique Cassini i Membre d'Honor 2023.[11]
- Premi a l'assoliment del grup de la NASA per al programa Cassini Huygens Atmospheric Structure Instrument (HASI).
- Premi a l'assoliment del grup de la NASA per al programa Cassini Descent Imager Radiometer Spectrometer (DISR).
- Premi d'assoliment del grup de servei públic de la NASA per a l'instrument d'estructura atmosfèrica Huygens (HASI).
- Premi a l'assoliment del Grup de Servei Públic de la NASA per al radiòmetre de l'espectròmetre d'imatges de descens (DISR).
- El premi ESA per fer una contribució destacada a la sonda Huygens.[1]
- La Societat Astronòmica Americana va concedir a Coustenis el 2014 el premi Harold Masursky.[12]
- Membre del Bureau des Longitudes.[13]
- El 2017 va ser elegida membre de l'Acadèmia Internacional d'Astronàutica.[14]
- Des de gener de 2018, membre associada de la Reial Acadèmia de Bèlgica.[15]
- 18101 Coustenis (2000 LF32) és un asteroide del cinturó principal descobert el 5 de juny de 2000 per l'Observatori Lowell Near Earth Object Search a l'estació d'Anderson Mesa. Va rebre el nom de la doctora Athena Coustenis, de l'Observatori París-Meudon, després d'un suggeriment del Prof. M. Fulchignoni.[16]